# Vi sinh y học

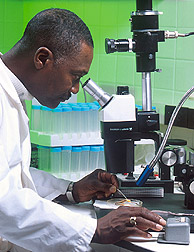
Một nhà vi trùng học kiểm tra nuôi cấy vi sinh dưới kính hiển vi.

Vi sinh y học, tập hợp lớn của vi sinh học được áp dụng cho y học, là một nhánh của khoa học y tế liên quan đến việc phòng ngừa, chẩn đoán và điều trị các bệnh truyền nhiễm. Ngoài ra, lĩnh vực khoa học này nghiên cứu các ứng dụng lâm sàng khác nhau của vi khuẩn để cải thiện sức khỏe. Có bốn loại vi sinh vật gây bệnh truyền nhiễm: vi khuẩn, nấm, ký sinh trùng và vi rút, và một loại protein truyền nhiễm được gọi là prion.
Một nhà vi trùng học y tế nghiên cứu các đặc điểm của mầm bệnh, phương thức lây truyền, cơ chế lây nhiễm và tăng trưởng của chúng. Sử dụng thông tin này, một điều trị có thể được đưa ra. Các nhà vi trùng học y tế thường đóng vai trò là nhà tư vấn cho các bác sĩ, cung cấp nhận dạng các mầm bệnh và đề xuất các lựa chọn điều trị. Các nhiệm vụ khác có thể bao gồm xác định các rủi ro sức khỏe tiềm ẩn cho cộng đồng hoặc theo dõi sự phát triển của các chủng vi khuẩn có khả năng gây bệnh hoặc kháng thuốc, giáo dục cộng đồng và hỗ trợ thiết kế các thực hành y tế. Họ cũng có thể hỗ trợ trong việc ngăn ngừa hoặc kiểm soát dịch bệnh và bùng phát dịch bệnh. Không phải tất cả các nhà vi trùng học y tế nghiên cứu bệnh lý vi khuẩn; một số nghiên cứu các loài phổ biến, không gây bệnh để xác định xem liệu tính chất của chúng có thể được sử dụng để phát triển kháng sinh hay các phương pháp điều trị khác.
Dịch tễ học, nghiên cứu về mô hình, nguyên nhân và ảnh hưởng của tình trạng sức khỏe và bệnh tật trong quần thể, là một phần quan trọng của vi sinh y học, mặc dù khía cạnh lâm sàng của lĩnh vực này chủ yếu tập trung vào sự hiện diện và tăng trưởng của nhiễm trùng vi khuẩn ở cá nhân, ảnh hưởng của chúng trên cơ thể người, và các phương pháp điều trị những bệnh nhiễm trùng đó. Về mặt này, toàn bộ lĩnh vực, như một khoa học ứng dụng, có thể được phân chia một cách khái niệm thành các chuyên ngành lâm sàng và lâm sàng, mặc dù trong thực tế có sự liên tục không phân biệt giữa vi sinh y tế công cộng và vi sinh lâm sàng, giống như các thành công trong các phòng thí nghiệm lâm sàng cải tiến liên tục trong y học hàn lâm và phòng thí nghiệm nghiên cứu.

## Lịch sử

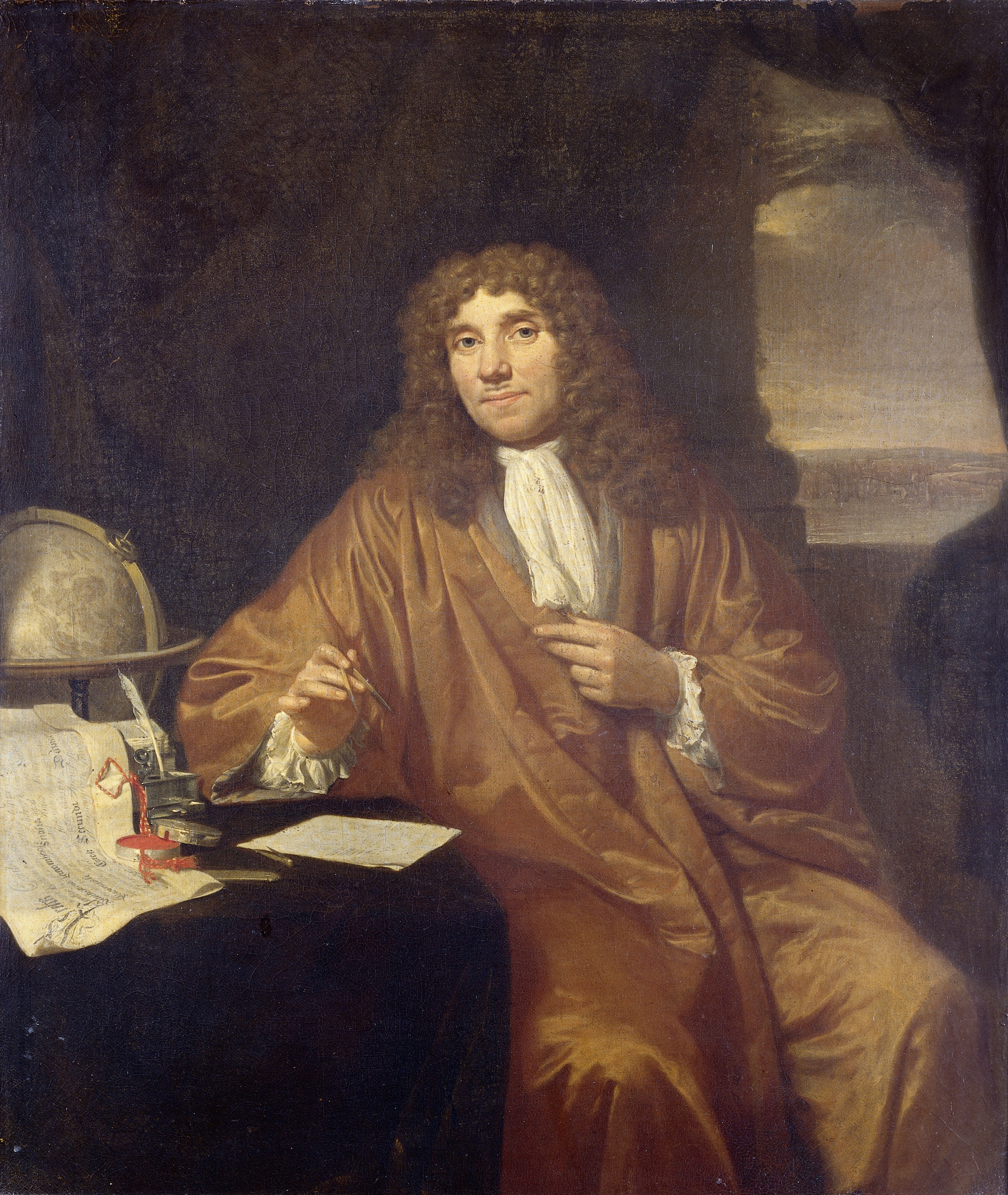
Anton van Leeuwenhoek là người đầu tiên quan sát vi sinh vật bằng kính hiển vi.

Năm 1676, Anton van Leeuwenhoek đã quan sát vi khuẩn và các vi sinh vật khác, sử dụng kính hiển vi một thấu kính do chính ông thiết kế.
Năm 1796, Edward Jenner phát triển một phương pháp sử dụng đậu đũa để tiêm chủng thành công cho trẻ chống lại bệnh đậu mùa. Các nguyên tắc tương tự được sử dụng để phát triển vắc-xin ngày nay.
Tiếp nối việc này, năm 1857 Louis Pasteur cũng đã thiết kế vắc-xin chống lại một số bệnh như bệnh than, bệnh tả và bệnh dại cũng như thanh trùng để bảo quản thực phẩm.
Năm 1867 Joseph Lister được coi là cha đẻ của phẫu thuật sát trùng. Bằng cách khử trùng dụng cụ bằng axit carbolic loãng và sử dụng nó để làm sạch vết thương, nhiễm trùng hậu phẫu đã giảm, giúp phẫu thuật an toàn hơn cho bệnh nhân.
Trong những năm từ 1876 đến 1884, Robert Koch đã cung cấp nhiều cái nhìn sâu sắc về các bệnh truyền nhiễm. Ông là một trong những nhà khoa học đầu tiên tập trung vào việc phân lập vi khuẩn trong nuôi cấy thuần túy. Điều này đã dẫn đến lý thuyết vi trùng, một vi sinh vật nhất định chịu trách nhiệm cho một bệnh nhất định. Ông đã phát triển một loạt các tiêu chí xung quanh vấn đề này được biết đến như là các định đề của Koch.
Một cột mốc quan trọng trong vi sinh y học là vết Gram. Năm 1884, Hans Christian Gram phát triển phương pháp nhuộm vi khuẩn để làm cho chúng rõ hơn và khác biệt hơn dưới kính hiển vi. Kỹ thuật này được sử dụng rộng rãi ngày nay.
Năm 1929, Alexander Fleming đã phát triển chất kháng sinh được sử dụng phổ biến nhất cả vào thời điểm hiện tại: penicillin.
Giải trình tự DNA, một phương pháp được phát triển bởi Walter Gilbert và Frederick Sanger vào năm 1977, đã gây ra sự thay đổi nhanh chóng sự phát triển của vắc-xin, phương pháp điều trị y tế và phương pháp chẩn đoán. Một số trong số này bao gồm insulin tổng hợp được sản xuất vào năm 1979 bằng cách sử dụng DNA tái tổ hợp và vắc-xin biến đổi gen đầu tiên được tạo ra vào năm 1986 cho bệnh viêm gan B.
Năm 1995, một nhóm nghiên cứu tại Viện nghiên cứu bộ gen đã giải trình tự bộ gen vi khuẩn đầu tiên; Haemophilusenzae. Vài tháng sau, bộ gen sinh vật nhân chuẩn đầu tiên đã hoàn thành. Việc này là vô giá cho các kỹ thuật chẩn đoán.